# 阎志
阎志（1972年7月1日—），男，湖北罗田人，中华人民共和国企业家，卓尔控股有限公司董事长、汉商集团董事长，武汉市工商业联合会主席、武汉市总商会会长，第十三届全国人大代表。

## 生平
1996年创办公司。1999年加入中国作家协会。2002年组建武汉卓尔企业集团有限公司，任董事长兼总裁。2017年8月8日，当选为第十四届武汉市工商业联合会主席、武汉市总商会会长；2022年5月24日连任第十五届武汉市工商业联合会主席、武汉市总商会会长。
2018年2月24日，当选为第十三届全国人大代表。

## 荣誉
2018年被评为改革开放40年百名杰出民营企业家。

## 著作
著有诗集《童年的鸟》、《阎志诗选》，长诗《挽歌与纪念》，长篇纪实文学《时代之光》、《天若有情》，小说集《少年去流浪》，散文集《黄昏小札》等。